# مدرسة التقليدية (الحكمة الخالدة)
 

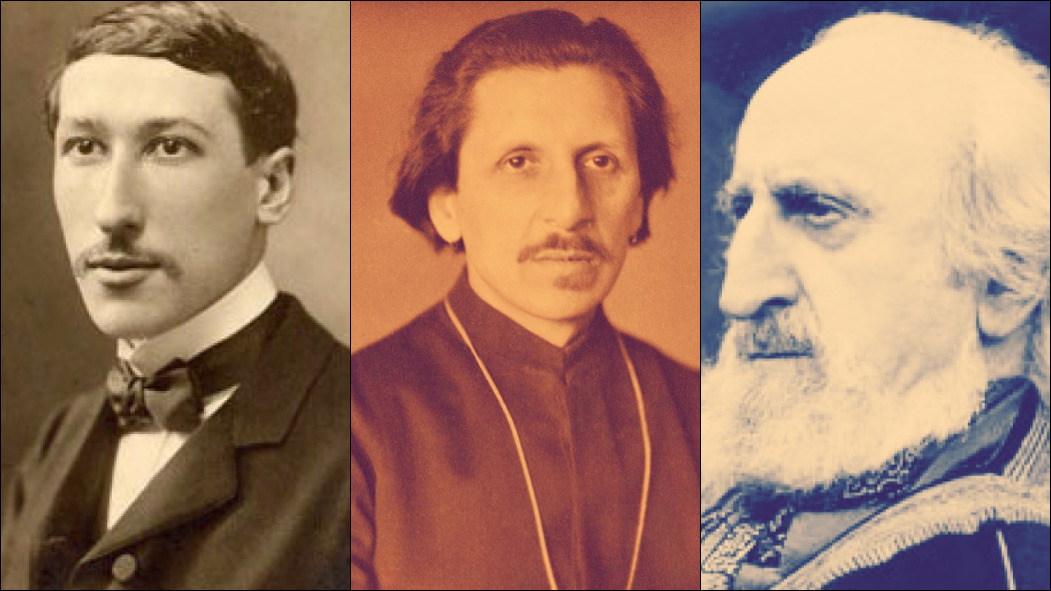
رينيه جينون وأناندا كوماراسوامي وفريجوف شوان.

المدرسة التقليدية أو الخالدة مجموعة من مفكري القرنين العشرين والحادي والعشرين المؤمنون بوجود حكمة خالدة أو فلسفة خالدة ، وحقائق جوهرية وكلية تشكل مصدرًا لجميع ديانات العالم الرئيسية وتتقاسمها.
المؤيدون الأوائل لهذه المدرسة الفكرية هم رينيه جينون ، وأناندا كوماراسوامي ، وفريجوف شوان . ومن الأعضاء البارزين الآخرين سيد حسين نصر ، وتيتوس بوركهارت ، ومارتن لينغز ، وويليام ستودارت ، وجان لويس ميشون ، وماركو باليس ، وهيوستن سميث .

## المفهوم
وفقًا لأعضاء مدرسة التقليدية، المعروفة أيضًا باسم مدرسة الحكمة الخالدة، فإن جميع الديانات الكبرى في العالم مبنية على حقائق ميتافيزيقية أولية وعالمية مشتركة. غالبًا ما يُشار إلى وجهة نظر مؤلفيها باسم philosophia perennis (الفلسفة الخالدة)، والتي تمثل "الحقيقة المطلقة والحضور اللانهائي".  الحقيقة المطلقة هي "الحكمة الخالدة (صوفيا بيرينيس ) التي تمثل في جوهرها المصدر المتعالي لجميع الأديان الأصلية للبشرية". الحضور اللانهائي هو "الدين الخالد (religio perennis) الذي يكمن في قلب جميع الأديان الأصلية في جوهرها."  كما قال فريجوف شوان، في الفلسفة الخالدة يعني مصطلح "التقليد" الحقائق أو المبادئ المأمور بها إلهيا ووصلت للبشرية وكذلك للعالمين عبر شخصيات مختلفة مثل الرسل والأنبياء وغيرهم بالنقل، والغرض من هذه الحقائق والمبادئ المقدسة هو التذكير الدائم للكائنات البشرية بوجود المركز الإلهي والمنشأ الأول.
ووفقًا لهذا المنظور فإن كلمة تقليدي هنا لا تعني العادات والطرق المتوراثة من الفكر والمعيشة.
وبالمقابل أنها ذات منشأ إلهي ويشمل المفهوم نقل الرسالة المقدسة إلى كل العصور.
وبهذا المعنى يكون التقليد مرادفًا للوحي ويشمل كل أشكال الفلسفة والفن والثقافة التي تتأثر به.
ويؤكد المنتسبون لمدرسة التقليدية وجود تقليد فطري أصلي يخدم كمنوذج أولي لكل التقاليد.
للتقليد أبعاد خارجية وباطنية، فالجوانب الخارجية تمثلها بشكل رئيسي الطقوس والشعائر والقواعد، في حين أن الجوانب الباطنية تتعلق بالخصائص الروحية والفكرية.
يقارن أتباع المدرسة التقليدية مصطلح "تقليد" مع مصطلح "حداثي" أو الحداثة. ففي حين أن يشير وصف التقليدي إلى شيء له أصل متجاوز ، فإن وصف "الحداثي" يعادل وصف "العلماني" ويشير إلى انفصاله عن المتجاوز.
ورغم أن المصطلح استعمل بداية لارتباطه بالفلسفة الخالدة من قبل رينيه غينون ثم طوره لاحقا من تبعه بمن فيهم أناندا كومارسوامي وفرجون شوان وأهم من شرحه بعد ذلك الفيلسوف الإيراني سيد حسين نصر والذي ذكر غينون كمرجع لمفهومه عن التقليد.

إن الرؤية التقليدية للحكمة الدائمة لا تعتمد على تجارب mystical صوفية، بل تعتمد على حدس intuitions ميتافيزيقي.   إنه "يدرك حدسيًا مباشرة من خلال ملكة عقل إلهية".  مَلَكة العقل الإلهية هذه تختلف عن العقل المنطقي reason، ويمكن من تمييز "الوحدة المقدسة للحقيقة التي تشهد عليها جميع التعبيرات الباطنية esoteric الأصيلة للتقاليد"؛  إنه "وجود النفس الإلهي داخل كل إنسان ينتظر الكشف".  كما قال شوون،
بالنسبة لأتباع المدرسة التقليدية، فإن الفلسفة الخالدية لها بعد متعالٍ – الحقيقة أو الحكمة – وبعد جوهري – الحضور اللانهائي أو الاتحاد. وهكذا، من ناحية، "التمييز بين الحقيقي وغير الحقيقي، أو المطلق والنسبي"، ومن ناحية أخرى، "التركيز الصوفي على الواقعي". 
ويرى التقليديون أن هذه الحقيقة ضاعت في العالم الحديث بظهور فلسفات علمانية جديدة نشأت من عصر التنوير ،  وتعتبر الحداثة نفسها شذوذًا.  ويرى التقليديون أن نهجهم هو شوق مبرر للماضي؛ وبكلمات شوون: "إذا كان الاعتراف بما هو حقيقي وعادل "حنينًا إلى الماضي"، فمن الواضح تمامًا أن عدم الشعور بهذا الحنين يعد جريمة أو عارًا".  
يصر التقليديون على ضرورة الانتماء إلى أحد الديانات الكبرى في العالم، والذي بدونه لا يمكن تحقيق أي طريق باطني.  

## الناس
بدأت أفكار المدرسة التقليدية مع رينيه جينون . ومن بين الأعضاء الآخرين في تلك المدرسة الفكرية أناندا كوماراسوامي ، وفريثجوف شوون ، وتيتوس بوركهارت ، ومارتن لينغز ، وحسين نصر، وويليام ستودارت ، وجان لويس ميشون ، وماركو باليس، ولورد نورثبورن ، وهيوستن سميث ، وهاري أولدميدو ، ورضا شاه كاظمي ، وباتريك . لاود . بعض الأكاديميين يشملون يوليوس إيفولا في هذه المدرسة، على الرغم من أن إيفولا يقدم العديد من الاختلافات مع المذكورين أعلاه.  مؤلف آخر مرتبط في النهاية بالحكمة الخالدة هو ميرسيا إلياد ، على الرغم من أن ارتباط إلياد ضعيف ومشكك به في كثير من الأحيان. 

### رينيه جينون
أحد المواضيع الرئيسية في أعمال رينيه جينون (1886  –  1951) هو المقابلة بين وجهات النظر العالمية التقليدية والحداثة، "التي اعتبرها شذوذًا في تاريخ البشرية".  بالنسبة لجينون، العالم هو مظهر من مظاهر المبادئ الميتافيزيقية، التي تم الحفاظ عليها في التعاليم الخالدة لأديان العالم، ولكنها زالت أمام العالم الحديث.  يرى جينون أن "الضيق الذي يعانيه العالم الحديث يكمن في إنكاره المستمر للعالم الميتافيزيقي".  
انجذب غينون في وقت مبكر إلى الصوفية ، وفي عام 1912 التحق بالطريقة الشاذلية . بدأ الكتابة بعد رفض أطروحته للدكتوراه، وترك المجال الأكاديمي عام 1923  تركز أعماله على العودة إلى وجهات النظر التقليدية للعالم،  محاولًا إعادة بناء الفلسفة الخالدة. 
طرح تصور في كتبه ومقالاته الأولى لاستعادة "الفكر" التقليدي في الغرب على أساس الكاثوليكية الرومانية والماسونية .  لقد تخلى مبكرًا عن الاعتماد على أساس مسيحي بحت من أجل استعادة الغرب التقليدي، وبحث عن تقاليد أخرى. لقد استنكر إغراء الثيوصوفيا والتنجيم الجديد neo-occultism وظهورها في شكل منهج الروحانية ،  وهما حركتان مؤثرتان ازدهرتا في حياته.[بحاجة لمصدر]</link> وفي عام 1930، انتقل إلى مصر، حيث عاش حتى وفاته عام 1951 

## تأثير
ومن خلال ارتباطه الوثيق بالصوفية، بدأ المنظور التقليدي يكتسب أرضًا في آسيا والعالم الإسلامي بشكل عام. 
في إيران، تم تقديمه من قبل حسين نصر، وفي وقت سابق من قبل علي شريعتي ، المثقف الذي يعتبر منظّر الثورة الإيرانية والذي أوصى طلابه بقراءة جينون. على الرغم من أنها لم تكتسب أبدًا جماهيرية كبيرة، إلا أنه يمكن قياس تأثيرها على النخبة من حقيقة أنه عندما نظم آية الله الخميني المجلس الأعلى للثورة الثقافية ، كان من بين الأعضاء السبعة فيه ثلاثة على دراية بأفكار المدرسة التقليدية، وهم: عبد الكريم سروش ، رضا دافاري أردكاني ، ونصر الله بورجوادي . 

### باكستان
حسن عسكري ، كاتب وناقد أدبي مهم، تأثر بشكل مباشر بجينون، ومن خلاله قام محمد شافي ديوبندي وابنه محمد تقي عثماني ، بعض العلماء الإسلاميين الأكثر تأثيرًا في البلاد، بدمج أعمال جينون في منهج دار العلوم . كراتشي ، واحدة من أهم المدارس الدينية أو المدارس الدينية في البلاد. 
تشمل الشخصيات المهمة الأخرى في باكستان المتأثرة بالتقاليد حزب العدالة والتنمية بروهي ، الذي كان يُنظر إليه على أنه مقرب من الجنرال ضياء الحق ، وعالم النفس محمد أجمل .

## التقليدية والحركات اليمينية المتطرفة
كان يوليوس إيفولا تقليديًا إيطاليًا متأثرًا بجينون ولكنه ابتعد عنه في العديد من النقاط، مما لم يسمح له بالاندماج في المدرسة التقليدية الغينونية.   ارتبطت أفكار إيفولا ببعض الحركات اليمينية المتطرفة، مثل الحركة الأوروبية Nouvelle Droite ("اليمين الجديد")،  والفاشيين الإيطاليين خلال سنوات الرصاص . 
وفقًا لبنجامين تيتلبوم، مؤسس ما يسمى بالهتلرية الباطنية ، تأثرت سافيتري ديفي بكل من جينون وإيفولا. 
 
1. ↑  An Introduction to the Perennialist School. نسخة محفوظة 2023-08-14 على موقع واي باك مشين.
2. ↑  Oxford University Press, Description: "Against the Modern World. Traditionalism and the Secret Intellectual History of the Twentieth Century" نسخة محفوظة 2023-04-04 على موقع واي باك مشين.